# Bolbitis sinuata
Bolbitis sinuata là một loài dương xỉ trong họ Dryopteridaceae. Loài này được Hennipman mô tả khoa học đầu tiên năm 1970.